# Opera Forum
Opera Forum was een reizend opera- en operettegezelschap, opgericht in Enschede in de jaren vijftig. Uit deze organisatie is in 1993 de Nationale Reisopera ontstaan.

## Geschiedenis
In 1955 gaf Opera Forum zijn eerste voorstelling in de toen gloednieuwe Grote Zaal van de Twentse Schouwburg in Enschede. De organisatie was het geesteskind van de Duitse dirigent Paul Pella en de Nederlander Chris Burgers. Opera Forum was landelijk zeer actief in vele schouwburgen in Nederland, en bracht in haar bloeiperiode in één jaar 160 voorstellingen in 31 plaatsen. 
Het gezelschap beschikte over eigen solisten, koor, ballet en later ook een eigen orkest. Na Pella's overlijden in 1965 was Gustav Fülleborn chef-dirigent tot 1982. Decorontwerper Gé Madern was tot in de jaren zeventig de huis/ontwerp/schilder. Naast de Hoofdstad Operette was Opera Forum toen het enig reizende opera- en operettegezelschap in Nederland. 
Door bezuinigingen moest uiteindelijk het ballet o.l.v. balletmeester Fred Wisden verdwijnen, gevolgd door diverse bezuinigingen op techniek, grime en ateliers. Er kwamen door de (door met name de overheid) opgelegde vernieuwingsdrang steeds meer ontwerpers, regisseurs en/of deskundigen van buiten. Uiteindelijk moest het orkest verdwijnen of fuseren. Dat leidde in 1983 tot fusie met het Overijssels Philharmonisch Orkest tot Forum Filharmonisch. 
In 1993 werd Forum Filharmonisch opgevolgd door de Nationale Reisopera, dat sinds 2014 de Nederlandse Reisopera heet. Het afgeslankte orkest ging verder als Orkest van het Oosten.